# Schabernack (Windeck)
Schabernack ist ein Ortsteil der Gemeinde Windeck.

## Lage
Schabernack liegt östlich von Leuscheid im Westerwald in einer Höhe von 202–228 m ü. NHN. Nachbarorte sind Imhausen, Leidhecke und Ehrenhausen. Südlich von Schabernack bildet der Irserbach die Landesgrenze zu Rheinland-Pfalz.

## Geschichte
1885 hatte Schabernack 20 Wohnhäuser und 98 Bewohner. Damals gehörte Schabernack zur Bürgermeisterei Herchen.